# Imrich Lom
Imrich Lom (do roku 1945 Imrich Leichter, 4. května 1918 Dolný Kubín – 16. prosince 2003) byl na Slovensku narozený židovský palubní střelec 311. československé bombardovací perutě.

## Život

### Před druhou světovou válkou
Imrich Leichter se narodil 4. května 1918 v Dolním Kubíně do rodiny odborného učitele. Vystudoval čtyři ročníky reálného gymnázia, v ostravských Vítkovicích se absolvoval kurz strojního zámečníka a jako takový se i nadále živil. Prezenční vojenskou službu nastoupil v říjnu 1938 u Leteckého pluku 3.

### Druhá světová válka
Po německé okupaci v březnu 1939 byla Imrichu Leichterovi předčasně ukončena prezenční vojenská služba. První pokus o ilegální opuštění Protektorátu Čechy a Morava za pomoci Obrany národa nevyšel a byl vrácen. Během druhého pokusu přešel přes Slovensko do Polska, kde se 28. srpna 1939 přihlásil do zde vznikající československé zahraniční jednotky. Po pádu Polska upadl společně s dalšími 19. září 1939 do sovětské internace. Na základě vyjednání československou exilovou vládou byl ve skupině propuštěné 16. dubna 1941. Společně s ostatními se přesunul do Haify, kde byl 1. května 1941 prezentován u zde vznikající jednotky Československé armády v zahraničí. K 31. květnu téhož roku byl zařazen do Československého pěšího praporu 11 – Východního, kde absolvoval kurz řidičů polopásových transportérů. Mezi srpnem 1941 a lednem 1942 byl hospitalizován po najetí jeho vozidla na minu. V dubnu 1942 byla jeho jednotka přetransformována na Československý lehký protiletadlový pluk 200 – Východní, k 21. říjnu 1942 byl přeložen k československému letectvu, odeslán do Spojeného království, dne 2. ledna 1943 přijat do Royal Air Force a zařazen k jejímu pozemnímu personálu. Po absolvování výcviku byl 10. února 1943 přičleněn k 310. československé stíhací peruti. V květnu 1943 nastoupil k výcviku na palubního střelce, po jehož ukončení byl zařazen k 311. československé bombardovací peruti. Jako její příslušník se účastnil protiponorkových a protilodních hlídkových letů na oceánem a to až do konce druhé světové války.

### Po druhé světové válce
Imrich Leichter se vrátil do Československa a pokračoval v armádní službě v letectvu. V září 1945 si změnil příjmení na Lom. V roce 1947 se oženil s Martou Suchou, manželům se v roce 1948 narodila dcera Marta. V témže roce se stal kandidátem Komunistické strany Československa. I přesto byl komunistickou mocí v roce 1950 z armády propuštěn a bylo mu povoleno živit se pouze manuální prací. Pracoval postupně u státních lesů, jako elektrikář na vodní nádrži Slapy a u podniku Zeměvrtné průzkumy a sondy Praha. V roce 1951 byl podán návrh na jeho sledování. Zemřel 16. prosince 2003.

## Vyznamenání
- Československý válečný kříž 1939
- 1945 Československá medaile Za chrabrost před nepřítelem
- 1946 Československá medaile za zásluhy I. stupně